# بادکنک دوراتارو
بادکنک دوراتارو (به ژاپنی: フーセンのドラ太郎)؛ یک انیمه تلویزیونی تولید شده توسط نیپون انیمیشن است که از ۱۱ آوریل تا ۱ اوت ۱۹۸۱ هر شنبه از ساعت ۱۹:۳۰ تا 20:00 (JST) از تلویزیون فوجی در ۱۳ قسمت پخش می‌شد.

## بررسی اجمالی
بادکنک دوراتارو به عنوان نسخه انیمه ای از سری فیلم‌های شاخص شوچیکو «مرد بودن سخت است» برنامه‌ریزی شده بود و شخصیت‌های همان اثر با یک گربه و یک موش جایگزین شدند. اول از همه، شخصیت‌های موش و گربه یاسوجی موری از قبل وجود داشتند و پروژه انیمیشن با استفاده از آن شخصیت‌ها پیش رفت. در این روند، محیط شخصیت گربه شبیه به توراجیرو کورما شد که در «اوتوکو وا تسورای یو» ظاهر می‌شود، بنابراین پس از مشورت با یوجی یامادا، کارگردان همان اثر، تصمیم گرفت یک نسخه انیمه از «اوتوکو وا تسورای یو» را بسازد.